# 松浦匡希
松浦 匡希（まつうら まさき、1993年1月22日 - ）は、日本のドラマー。バンドOfficial髭男dismでドラムスを担当。鳥取県米子市出身。

## 来歴
- 2012年
  - 6月7日 - 「Official髭男dism」を結成。メンバーは同じ軽音楽部の先輩だった藤原聡・楢﨑誠、藤原の学外の友人だった小笹大輔の4人。
  - 7月7日 - LIVE&STUDIO 松江B1で行われたイベント「Vongolecube」で初ライブを行う。

- 2014年
  - 3月2日、第8回 V-air あまばん2013 グランプリ大会にて「愛なんだが…」でグランプリを受賞[4][5][6]。

- 2016年
  - 2月 - ラストラム・ミュージックエンタテインメントとマネジメント契約を結び上京。

- 2019年
  - 12月18日 - 以前から交際していた一般女性と結婚を発表[7]。

## 人物
- 趣味は釣りで、魚は特にカンパチが好き。
- あだ名は「ちゃんまつ」。
- 中学生で剣道初段を取得。在籍していた剣道部では部長を務め、団体戦では大将を任されていた。中学2年生の時、米子市総体で準優勝した経験を持つ。
- 高校時代に組んでいたバンド「L∀ST∀（ラスタ）」が将来有望なバンドとして地元ライブハウス内の番組で特集されていた。
- Official髭男dismのグッズ、LINEスタンプなどのデザインを手がけている。
- お米が大好き。
- モノマネが得意。
- 幼少期、祖父母の家で飼われていた牛の霊に取り憑かれ足が動かなくなったことがあり、除霊した自身のひいおばあちゃん曰く、｢足を悪くした牛だった｣とのこと[8]。
- 「PUI PUI モルカー」（テレビ東京）のファンで、推しキャラクターはシロモ。
- アルバム『Editorial』に収録されている「フィラメント」では藤原聡と共に自身初の作詞作曲を担当[注釈 1]。

## 出演

### ラジオ
- 『楢﨑誠のロヂウラベース』（FM FUJI、毎週月曜 21:00 - 23:00、2019年4月1日 - ）-「ビッグゲスト」として月1で出演している。